# L'Esprit de la ruche
Pour plus de détails, voir Fiche technique et Distribution.
L'Esprit de la ruche (El espíritu de la colmena) est un film de drame artistique réalisé et co-écrit par Víctor Erice, sorti en 1973. Ce film date des débuts d'Erice, et est considéré comme l'un des chefs-d'œuvre du cinéma espagnol. Il a été réalisé durant les dernières années de la dictature de Francisco Franco. L'action se déroule dans les années 1940.
Le film tourne autour d'une petite fille nommée Ana, et de sa fascination pour le film d'horreur américain datant de 1931
Frankenstein. Le long-métrage explore également sa vie familiale et scolaire.  Le film a été décrit comme « un portrait envoûtant de la vie intérieure d'un enfant tourmenté ».

## Synopsis
Dans les années 1940, la projection du film Frankenstein dans un village perdu du plateau castillan va impressionner deux petites sœurs. Si pour Isabel l'énigme se résout par un jeu de l'imagination, pour Ana au contraire le monstre existe et elle se met à sa recherche.
Âgée de 6 ans, Ana est une petite fille  qui vit avec ses parents Fernando et Teresa, ainsi que sa grande sœur Isabel, dans un manoir d'un village isolé du plateau castillan.
Le film se déroule en 1940, et la guerre vient juste de se terminer avec la victoire des franquistes sur la Seconde République espagnole. Son père passe la plupart de son temps à tenter d'écrire à propos de ses abeilles (tout le film tient à ce qu'il tente d'exprimer sur ce que ses visiteurs perçoivent de la ruche, mais dans une scène "finale" -redite d'un scène-, il n'y parvient pas); sa mère est absorbée par ses rêveries dédiées à un amant éloigné, à qui elle envoie des lettres. On ne voit jamais la famille entière réunie dans un seul plan du film, si ce n'est  que la famille est réunie lors d'un petit-déjeuner (sans être, pour autant, un plan), qui s'avère être l'un des ressorts de l'intrigue.
Au début du film, un cinéma ambulant amène le film Frankenstein au village, et les deux sœurs vont le voir. Ana est tout particulièrement impressionnée par la scène où le monstre de Frankenstein (dont le cerveau est, nous dit-on en exergue, issu "d'un criminel") joue tendrement avec une petite fille, avant de la tuer. Ana demande à sa sœur « Pourquoi a-t-il tué la fille, et pourquoi est-ce qu'ils le tuent après ça ? ». Isabel dit à sa sœur que le monstre n'a pas tué la petite fille, et qu'il n'est pas vraiment mort. Elle lui dit que tout est faux dans un film. Isabel explique que le monstre est tel un esprit, et qu'Ana pourrait même lui parler en fermant les yeux et en disant « C'est moi, Ana ». C'est la première scène ou Isabel s'avère sciemment menteuse, puis elle apparaîtra manipulatrice, voire perverse (scène où elle initie la strangulation d'un chat, puis se maquillera les lèvres avec son propre sang, qui perle à la suite d'une griffure du chat qui s'échappe).
La fascination d'Ana pour cette histoire ne fait qu'augmenter lorsqu'Isabel lui parle d'une bergerie abandonnée, où elle prétend que le monstre de Frankenstein habite. Ana retourne plusieurs fois seule à la bergerie pour le chercher, mais ne trouve rien d'autre qu'une large trace de pas. En classe, la maîtresse d'Ana et Isabel, se montre intriguée lorsqu'elle voit Ana, chuchoter, en lisant, un poème de Rosalía de Castro, Xa nin rencor nin desprezo, alors que ce poème est lu en classe à voie haute, par une de ses camarades. Un jour, alors qu'elles sont au manoir dans des pièces différentes, Isabel pousse un hurlement depuis l'autre bout de la maison. Ana vient pour voir ce qui se passe, et trouve Isabel parfaitement immobile sur le sol, feignant d'être morte. Ana sort chercher de l'aide, mais ne trouvant personne, elle revient dans la pièce, qui est alors vide. Isabel la surprend alors par derrière, l'effrayant en lui attrapant le visage avec ses mains glissées dans les gants d'apiculteur du père. Cette nuit-là, Ana s'échappe de la maison et regarde le ciel avant de fermer les yeux.
Dans la scène suivante, on voit un soldat républicain fugitif sauter hors d'un train en marche, et se réfugier dans la bergerie abandonnée.
Ana trouve le soldat qui se cache dans la bergerie. Plutôt que de s'enfuir terrifiée, elle lui donne sa pomme, puis revient et lui donne le manteau de son père, ainsi que la montre qui était dans sa poche. Surgit le son de la montre musicale, et un tour de magie volontairement feint (sans ambition d'illusion), le tout scellant l'amitié entre le soldat et Ana. Cette amitié sans parole prend fin très rapidement, lorsque la police franquiste vient durant la nuit, trouve le soldat républicain et lui tire dessus. La police fait rapidement le lien entre le fugitif et le père d'Ana, et supposent alors qu'il lui a volé ces affaires.
Durant un petit-déjeuner, le père ouvre sa montre musicale. Il remarque alors l'expression pétrifiée d'Ana, et comprend que c'est elle qui a aidé le soldat. Lorsqu'Ana retourne lui rendre visite à la bergerie, elle découvre qu'il a disparu, et qu'il y a des taches de sang au sol. Son père arrive alors qu'elle regarde le sang, et elle s'enfuit.
Elle erre seule la nuit dans les bois, et "retrouve" dans la nuit noire le champignon vénéneux que son père avait écrasé peu de temps auparavant, en lui expliquant (ainsi qu'à la sœur d'Ana) que ce champignon tuerait quiconque tenterait de le manger. On voit Ana le toucher, puis dans une scène suivante, elle a une vision du monstre de Frankenstein alors qu'elle regarde son reflet dans l'eau. Il la regarde avec une grande tristesse dans le regard, puis, comme dans le film de 1931, il s'agenouille à ses côtés alors qu'elle regarde l'eau. Elle est prête à affronter sa mort, en toute quiétude (voire en la désirant). À ce moment, on voit Teresa lire et brûler une lettre, signifiant la fin de son aventure avec son amant. Entre la fille et la mère se tisse une métaphore d'une forme de déchéance, la première acceptant l'esprit comme un monstre, la seconde renonçant à l'illusion de la promesse d'un lendemain amoureux plein de promesses, et sans nuage.
La famille est très inquiète de la disparition de la petite Ana, et la battue permet finalement de la retrouver le lendemain matin, intacte. Mais elle se replie sur elle-même, refusant de parler à sa famille ou de manger. Le docteur assure à la mère qu'elle oubliera petit à petit le choc émotionnel qu'elle vient de vivre. On voit ensuite Teresa mettre une veste sur les épaules de Fernando alors qu'il s'est endormi à son bureau. 
À la fin du film, Ana se souvient de ce qu'Isabel lui a raconté sur la façon d'appeler un esprit (et non un monstre), elle se lève du lit, se dirige vers la porte-fenêtre et ferme les yeux en appelant l'esprit. Elle ouvre les yeux. La sirène du train retentit au lointain.

## Fiche technique
- Titre : L'Esprit de la ruche
- Titre original : El espíritu de la colmena
- Réalisation : Víctor Erice
- Scénario : Víctor Erice et Ángel Fernández Santos
- Production : Elías Querejeta
- Musique : Luis de Pablo
- Photographie : Luis Cuadrado
- Cadreur : Teo Escamilla
- Montage : Pablo González del Amo
- Pays d'origine :  Espagne
- Langue : espagnol
- Format : couleurs - 1,66:1 - 35 mm - mono
- Genre : comédie dramatique
- Durée : 97 minutes
- Année de réalisation : 1973
- Dates de sortie :
  - Espagne : 8 octobre 1973 (Madrid) ; 5 novembre 1973 (Barcelone)
  - France : 5 janvier 1977

## Distribution
- Fernando Fernán Gómez : Fernando
- Teresa Gimpera : Teresa
- Ana Torrent : Ana
- Isabel Tellería : Isabel
- Ketty de la Cámara : Milagros
- Estanis González : le policier
- José Villasante : le monstre de Frankenstein
- Juan Margallo : le fugitif
- Laly Soldevila : Doña Lucía, l'institutrice
- Miguel Picazo : le docteur

## Distinctions
- Coquille d'or au Festival international du film de San Sebastián en 1973.
- En compétition à la 13e Semaine de la Critique durant le Festival de Cannes 1974.
- Ce film fait partie de la Liste du BFI des 50 films à voir avant d'avoir 14 ans établie en 2005 par le British Film Institute.

## Tournage
Le film a été tourné à Hoyuelos (province de Ségovie), dans un palais du XVIe siècle, aujourd'hui rénové et transformé en hôtel. Comme l'indique le générique de fin, une partie du tournage a également eu lieu à Parla (communauté autonome de Madrid).